# Fiodor Rybincew
Fiodor Iwanowicz Rybincew (ros. Фёдор Иванович Рыбинцев, ur. 28 września 1921, zm. 9 października 2009) – generał porucznik KGB.

## Życiorys
Od 1939 służył w Armii Czerwonej, brał udział w wojnie z Niemcami, był oficerem sztabowym artylerii, ukończył Akademię Wojskową im. Frunzego. Od 1955 pracował w kontrwywiadzie wojskowym, był zastępcą szefa i szefem 1 sektora Wydziału Specjalnego KGB Karpackiego Okręgu Wojskowego, a od września 1966 do marca 1971 zastępcą szefa Zarządu Wydziałów Specjalnych Dalekowschodniego Okręgu Wojskowego. Od marca 1971 do maja 1981 był szefem Wydziału Specjalnego KGB Karpackiego Okręgu Wojskowego, od maja 1981 do listopada 1983 szefem Wydziału Specjalnego KGB Centralnej Grupy Wojsk, a od listopada 1983 do kwietnia 1987 szefem Zarządu Wydziałów Specjalnych Dalekowschodniego Okręgu Wojskowego, w 1984 otrzymał stopień generała porucznika. Po zakończeniu służby działał w organizacjach weteranów.

## Odznaczenia
- Order Czerwonego Sztandaru
- Order Wojny Ojczyźnianej I klasy (dwukrotnie)
- Order Wojny Ojczyźnianej II klasy
- Order Czerwonej Gwiazdy (dwukrotnie)
- Order „Za służbę Ojczyźnie w Siłach Zbrojnych ZSRR” III klasy

I medale.